# Saison 22 d'Alerte Cobra
Chronologie
Saison 21 Saison 23
Cet article présente le guide des épisodes la vingt-deuxième saison de la série télévisée Alerte Cobra.

## Distribution

### Acteurs principaux
- Erdoğan Atalay : Sami Gerçan (inspecteur)
- Gedeon Burkhard : Chris Ritter (inspecteur)

### Acteurs récurrents
- Charlotte Schwab : Anna Angalbert (chef de service)
- Daniela Wutte : Susanne König (secrétaire)
- Dietmar Huhn : Henri Granberger (brigadier)
- Gottfried Vollmer : Boris Bonrath (brigadier)
- Siggi H : Siggi Müller (brigadier)
- Niels Kurvin : Armand Freund (police scientifique)
- Kerstin Thielemann : Isolde Maria Schrankmann (procureure générale)
- Carina Wiese : Andréa Gerçan (femme de Sami)

## Diffusion
En Allemagne, la saison a été diffusée du 20 septembre 2007 au 1er novembre 2007, sur RTL Television.
En France, la saison a été diffusée du 17 décembre 2008 au 9 septembre 2009 sur TMC. À noter que TMC diffusait aléatoirement les épisodes.

## Épisodes

### Épisode 1:KidnappingouJulia-M
- Allemagne : 20 septembre 2007 sur RTL Television
- France : 10 juin 2009 sur TMC

### Épisode 2:L'attrape-cœur
- Allemagne : 27 septembre 2007 sur RTL Television
- France : 17 juin 2009 sur TMC

### Épisode 3:Les traîtres
- Allemagne : 4 octobre 2007 sur RTL Television
- France : 24 juin 2009 sur TMC

### Épisode 4:Le grain de sable
- Allemagne : 11 octobre 2007 sur RTL Television
- France : 13 mai 2009 sur TMC

### Épisode 5:Trafic mortel
- Allemagne : 18 octobre 2007 sur RTL Television
- France : 9 septembre 2009 sur TMC

### Épisode 6:L'instant de vérité
- Allemagne : 25 octobre 2007 sur RTL Television
- France : 6 mai 2009 sur TMC

### Épisode 7:Le coupable idéal
- Allemagne : 1er novembre 2007 sur RTL Television
- France : 17 décembre 2008 sur TMC